# Stefan Schwartz (szobrász)
Stefan Schwartz (Nyitra, 1851. augusztus 20. – Raabs an der Thaya, 1924. július 31.) osztrák szobrász, vésnök, éremművész.
A Révai nagy lexikonában és L. Kovásznai Viktória tanulmányaiban Schwartz István néven szerepel. Alkotásait St. Schwartz szignóval jelezte. Az osztrák és a magyar éremművészet 19. század végi felvirágzásának egyik meghatározó alakja. Plakettek, érmek mellett egyes koronaérmék Ferenc József-portréjának vésnöke is.

## Életpályája
1865-től Budapesten ezüstművességet tanult, miközben Landauernél alakrajzi oktatásban részesült. 1867-ben került Bécsbe, ahol különböző ezüstműves üzemekben dolgozott. Közben 1869-től az Iparművészeti Iskolában Otto König mellett képezte magát. 1872-ben cizelláló iskolát alapított, majd 1876-tól az Iparművészeti Iskolában tanított.

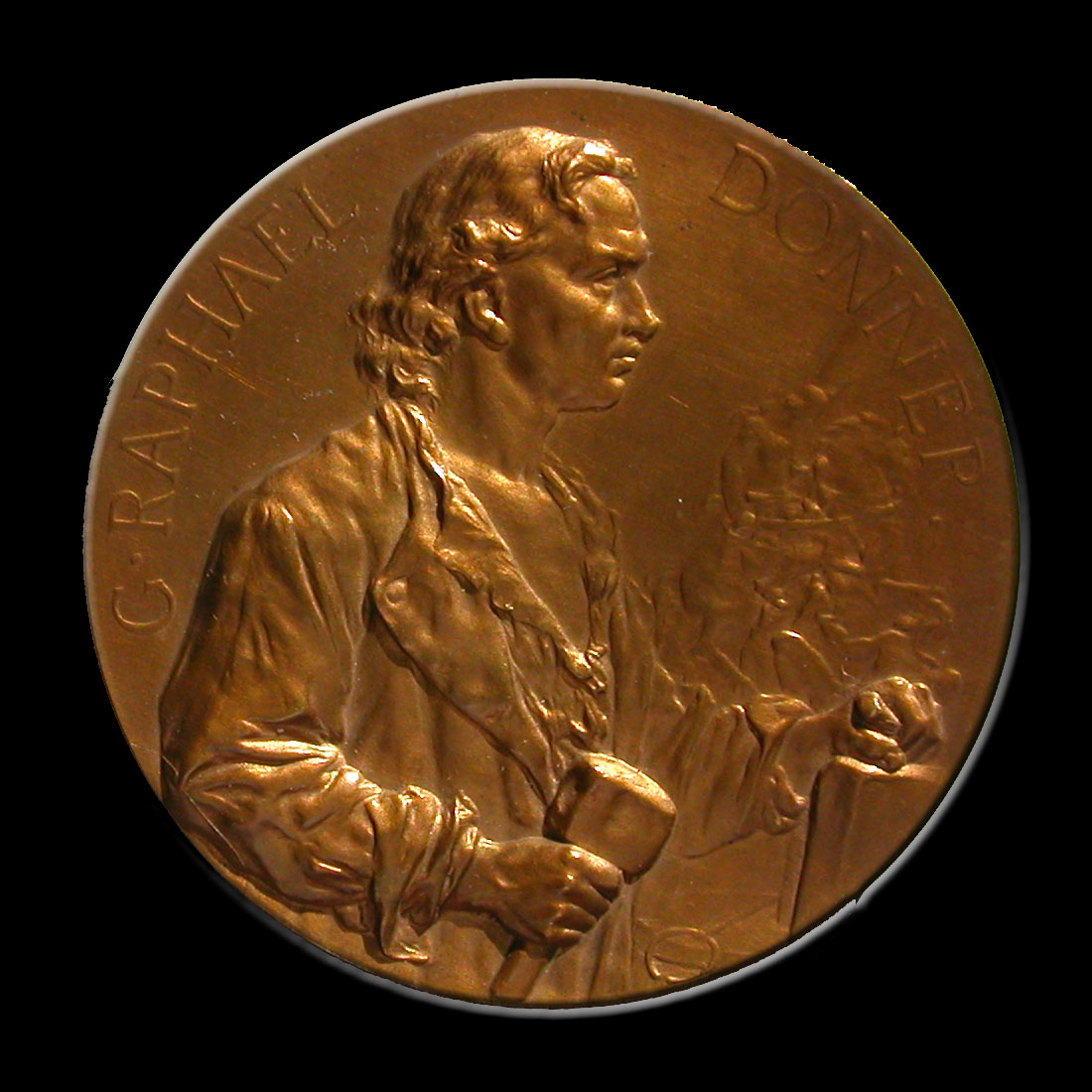
Stefan Schwartz: Georg Raphael Donner-emlékérem 1893

A kezdetben ötvösséggel foglalkozó művész 1880-tól az éremművészet területén is jelentős alkotásokkal jelentkezett. Eleinte a naturalizmus természetfelfogását követte, de hamarosan megjelent munkásságában korának festőművészetét tükröző felfogás. Az 1885-ös Országos Általános Kiállítás emlékérme – Lotz Károly festménye alapján készítette –, romantikus felfogásban megfogalmazott figyelemreméltó munkája. A festészetben akkor már széles körben megjelenő szimbólumok és allegória rendszer megjelenése és meghonosítása az éremművészetben többek között az ő nevéhez fűződik, amely jelképrendszer hosszú időre meghatározóvá vált. Alkotásain később megjelent a francia éremművészet festői stílusának hatása. Munkássága a magyar éremművészet századfordulót követő további megújulásának teremtett jó alapot. Híres alkotásai közé tartozik az Erzsébet királyné halálára és idősebb gróf Andrássy Gyula emlékére készült érmei. Ő készítette a 100, 10, 5 és 1 koronás arany- és ezüstpénzek éremképeit.